# Skała (Jawor)
Pour les articles homonymes, voir Skała.
Skała est une localité polonaise de la gmina de Wądroże Wielkie, située dans le powiat de Jawor en voïvodie de Basse-Silésie.